# Bechara El-Khoury
Pour l’article homonyme, voir Béchara el-Khoury.
Bechara El-Khoury né le 18 mars 1957 à Beyrouth, est un compositeur et poète franco-libanais.

## Biographie
El-Khoury est né dans une famille chrétienne du Liban. Dès son jeune âge, il est sensibilisé à la musique. À seize ans, il a dirigé le chœur de l'église Saint-Elie à Antélias. En 1979, il se rend à Paris afin de  compléter ses études et devient étudiant à la maîtrise de Pierre Petit à l'École normale de musique de Paris. 
Sous l'influence de la guerre civile libanaise, qui a éclaté en 1975, il a composé de 1980 à 1985 une Trilogie du Liban, dont les œuvres orchestrales sont Les Ruines de Beyrouth, Le Liban en flammes et Les Martyrs : requiem aux libanais de la guerre.
Le concert de gala télévisé de ses œuvres, le 9 décembre 1983, au Théâtre des Champs-Élysées à Paris avec l'Orchestre Colonne sous la direction de Pierre Dervaux, avec le pianiste David Lively, à l'occasion de l'hommage rendu pour le centenaire  de la naissance du poète libanais Khalil Gibran enregistré sur l'album Erato a donné le coup d'envoi à sa carrière.
En 1987, il a pris la nationalité française.
En 2000, Bechara El-Khoury reçoit le prix Rossini de l’Académie des beaux-arts (Institut de France), puis en 2001 il est nommé chevalier de l'ordre national du Cèdre du Liban.
En 2017, sa pièce Espaces-Fragmentations, issue du poème symphonique n° 6 op. 87 pour orchestre, apparaît dans la sélection 2018 de la 19e édition du grand prix lycéen des compositeurs.

## Œuvres principales
- Aux frontières de nulle part : concerto pour violon et orchestre, op. 62[4]
- Suite symphonique (1992)
- Sérénade no 2
- Sérénade no 4
- Poème symphonique no 1
- Poème symphonique no 4
- Poème pour piano et orchestre no 1
- Poème pour piano et orchestre no 2
- Poème
- Méditation symphonique
- Image symphonique
- Harmonies crépusculaires
- Le chant d'amour
- Méditation poétique, op. 41
- Concerto pour piano et orchestre, op. 36
- Siymphonie, op. 37
- Requiem
- Poème symphonique no 3, op. 34
- Ouverture fantaisie, op. 42
- Danse des aigles, op. 9
- Œuvres pour Orchesre[5]
- New York, tears and hope
- Les Fleuves engloutis
- Œuvres symphoniques et œuvres concertantes
- EL-KHOURY, B.: Violin Concerto no 1 / Horn Concerto / Clarinet Concerto (Nemtanu, Guerrier, Messina, Masur, J.-C. Casadesus, Elts)
- Three concertos[6]
- Paris, mélodie d'automne : op. 69, pour piano
- New York dreams : op. 68, pour piano
- Sonate no 3 : Jésus, l'enfant du soleil : op. 67, pour piano[7],[8],[9].

Les œuvres de Bechara El-Khoury ont été interprètées tant en France qu'à l’étranger, par des artistes comme Daniel Hope ou des orchestres dirigés  entre autres par Pierre Dervaux, Kurt Masur, Daniele Gatti, Paavo Järvi, James Conlon, Daniel Harding, Hans Graf, Cornelius Meister, Jean-Claude Casadesus, Laurent Petitgirard, Alain Pâris, David Coleman, Martyn Brabbins, Jiří Bělohlávek ou Paul McCreesh.

## Publications
- La vie musicale au Liban : de la fin du 19e siècle à nos jours, avec Zeina Saleh Kayali et Gabriel Yared, Paris, éditions Geuthner  (ISBN 9782705339197)
- Zeina Saleh Kayali, Figures musicales du Liban : Bechara El-Khoury, compositeur, Paris, éditions Geuthner